# Feel the Fire (Overkill)
Feel the Fire è il primo album del gruppo musicale statunitense di genere thrash metal degli Overkill, pubblicato dalla Megaforce Records nel 1985.

## Tracce
1. Raise the Dead – 4:16
2. Rotten to the Core – 4:56
3. There's No Tomorrow – 3:18
4. Second Son – 3:50
5. Hammerhead – 3:56
6. Feel the Fire – 5:48
7. Blood and Iron – 2:35
8. Kill at Command – 4:42
9. Overkill – 3:20
10. Sonic Reducer (cover dei Dead Boys; non inclusa nelle versioni vinile e musicassetta) – 2:50

## Formazione
- Bobby "Blitz" Ellsworth – voce
- Bobby Gustafson – chitarra
- D.D. Verni – basso
- "Rat" Skates – batteria